# Калелья
Кале́лья (кат. Calella) — город и муниципалитет в Испании, входит в провинцию Барселона в составе автономного сообщества Каталония. Муниципалитет находится в составе района (комарки) Маресме. Занимает площадь 8,01 км². Население — 18 625 человек (на 2010 год).

## История

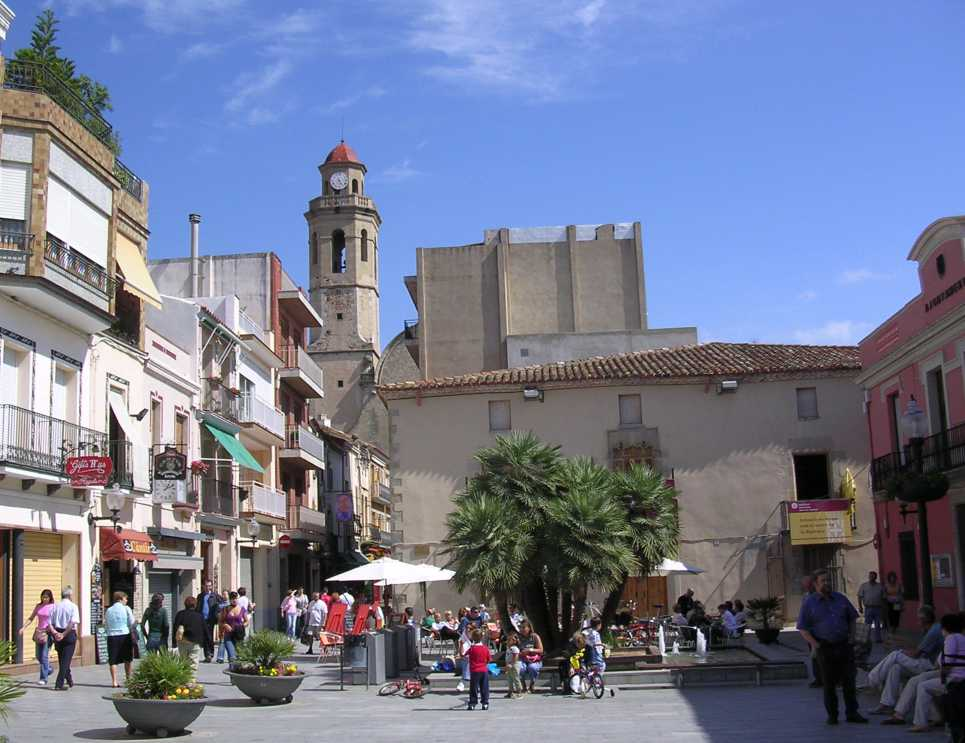
Площадь муниципалитета

Первые поселения на месте города относятся к I веку до н. э. и связаны с производством винограда, пшеницы и оливкого масла, традиционного для Римской империи.
В 1338 году виконт Бернат II Кабрерский получил королевское разрешение строить здесь дома и проводить торговлю. Это разрешение положило начало городу, который в 1988 году отпраздновал своё 650-летие. Вокруг старинного центра Калельи начал расти город, а современная площадь муниципалитета была окружена домами.
Жители города занимались рыболовством и земледелием. В городе строили рыболовные и более крупные суда. Судоверфи Калельи работали до 1918 года, когда со стапелей сошло последнее крупное судно под названием «Вилла де Калелья».
В городе была развита кустарная текстильная промышленность, в 1770 году работало около 90 станков по производству хлопчатобумажных и шелковых носков.
В 1857 году в Калелью пришел первый поезд из Барселоны, что привело к росту текстильной промышленности в городе, особенно трикотажа. Гражданская война 1936—1939 годов и общий кризис в Испании привели к исчезновению крупной промышленности и упадку города как крупного текстильного центра страны.

## Современная Калелья

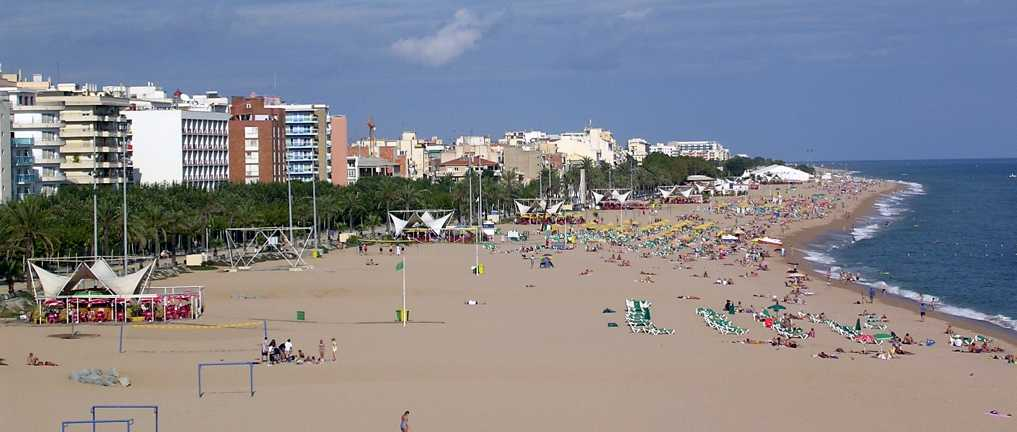
Пляж Калельи

С 60-х годов XX века начался новый период расцвета города, связанного с ростом туризма в Испании. Пляж с золотистыми песками, протянувшимися на 3 километра, бухты в окружении скал и синее море с прозрачными водами превратили город в один из крупных туристических центров провинции. Краеведческий музей и публичная библиотека, находящиеся в старинных домах 15 в., открыты для посещений.

## Достопримечательности
- Маяк. Главный символ города. Построен в 1859 году.
- Башни оптического телеграфа Torrets XIX века со смотровой площадкой, открывающей вид на море и окрестности.
- Парк Dalmau — место для прогулок с огромным разнообразием хвойных деревьев.

## Пляж
Пляж Калельи популярен в летние месяцы среди местных и туристов. Длина пляжа составляет 2 км. Южная часть пляжа обычно более тихая, чем центральная и северная. Пляж был награждён Голубым флагом, знаком качества европейских пляжей.

## Население
| Год  | Численность | Численность   |
| ---- | ----------- | ------------- |
| 1717 | 768         | [ 5 ]         |
| 1787 | 2637        | [ 5 ]         |
| 1857 | 3529        | [ 5 ]         |
| 1860 | 3526        | [ 5 ]         |
| 1877 | 3527        | [ 5 ]         |
| 1887 | 3813        | [ 5 ]         |
| 1900 | 4316        | [ 5 ]         |
| 1910 | 5054        | [ 5 ]         |
| 1920 | 6195        | [ 5 ]         |
| 1930 | 7886        | [ 5 ]         |
| 1936 | 8207        | [ 5 ]         |
| 1940 | 7956        | [ 5 ]         |
| 1945 | 7783        | [ 5 ]         |
| 1950 | 7642        | [ 5 ]         |
| 1955 | 7629        | [ 5 ]         |
| 1960 | 7947        | [ 5 ]         |
| 1965 | 8910        | [ 5 ]         |
| 1970 | 9696        | [ 5 ]         |
| 1975 | 10 083      | [ 5 ]         |
| 1981 | 10 751      | [ 5 ]         |
| 1986 | 16 142      | [ 5 ]         |
| 1991 | 11 577      | [ 5 ]         |
| 2001 | 13 814      | [ 6 ]         |
| 2002 | 14 530      | [ 7 ]         |
| 2003 | 15 400      | [ 8 ]         |
| 2004 | 16 008      | [ 9 ]         |
| 2005 | 16 927      | [ 10 ]        |
| 2006 | 17 673      | [ 11 ]        |
| 2007 | 18 034      | [ 12 ]        |
| 2008 | 18 615      | [ 13 ]        |
| 2009 | 18 627      | [ 14 ]        |
| 2010 | 18 625      | [ 15 ]        |
| 2011 | 18 694      | [ 16 ]        |
| 2012 | 18 529      | [ 17 ]        |
| 2013 | 18 469      | [ 18 ]        |
| 2014 | 18 307      | [ 19 ]        |
| 2015 | 18 226      | [ 20 ]        |
| 2016 | 18 317      | [ 21 ]        |
| 2017 | 18 481      | [ 22 ]        |
| 2018 | 18 728      | [ 23 ] [ 24 ] |
| 2019 | 19 069      | [ 25 ]        |
| 2020 | 19 277      | [ 26 ]        |
| 2021 | 19 236      | [ 27 ]        |
| 2022 | 19 363      | [ 28 ]        |
| 2023 | 19 862      | [ 29 ]        |
| 2024 | 20 369      | [ 2 ]         |